# Sultanato di Subeihi
Il Subeihi o Subayhi (in arabo: الصبيحي aṣ-Ṣubayḥī), ufficialmente Sultanato di Subeihi (in arabo: سلطنة الصبيحي Salṭanat aṣ-Ṣubayḥī), fu un piccolo stato nel Protettorato di Aden. Era uno degli originali "Nove Cantoni" che firmarono accordi di protezione con il Regno Unito nel tardo XIX secolo. Nel 1948, passò sotto il dominio del Sultanato di Lahej. La zona è ora parte dello Yemen.